# Tagebau Imouraren
Der Tagebau Imouraren ist ein im Aufschluss befindliches Uranbergwerk im Norden Nigers und der Erzkörper gilt als zweitgrößtes Uranvorkommen der Welt.

## Geographie

### Geographische Lage
Imouraren befindet sich im Gebiet der Landgemeinde Dannet, die zum Departement Arlit in der Region Agadez gehört. Die Gegend um das am Südrand der Wüste Sahara westlich des Hochgebirges Aïr gelegene Bergwerk ist äußerst dünn besiedelt. Etwa zehn Kilometer östlich von Imouraren verläuft die französisch Route d’Uranium („Uran-Route“), die die Stadt Arlit über eine Länge von 650 Kilometern mit dem Süden des Landes verbindet.

### Geologie
Es handelt sich um eine sandsteingebundene Uranlagerstätte aus Jura und Kreide. Die in durchschnittlich 130 Meter Tiefe liegende Lagerstätte hat eine Länge von acht und eine Breite von 2,5 Kilometern. Der Urangehalt beträgt geschätzte 179.000 Tonnen Natururan bei einem Urangehalt von 0,07 %. Imouraren gilt als die größte Uranlagerstätte Afrikas und als zweitgrößte der Welt.

## Geschichte
Die Lagerstätte wurde 1966 von Mitarbeitern des französischen Kernenergie-Zentrums Commissariat à l’énergie atomique (CEA) entdeckt. Die Entwicklung von Imouraren wurde ursprünglich von einem Konsortium betrieben, dem das Office National des Ressources Minières (die spätere SOPAMIN) für den nigrischen Staat, die CEA und das US-Unternehmen Conoco angehörten. Auf Grund sinkender Uranpreise wurde das Projekt in den 1980er-Jahren auf Eis gelegt. Conoco zog sich zurück.
Als die Uranpreise in den 2000er-Jahren wieder stiegen, bekundete Frankreich erneut sein Interesse an Imouraren. Die französische Areva-Gruppe nahm die Erkundung 2006 wieder auf und beteiligte sich als Mehrheitseigentümerin an der 2009 zur Ausbeutung von Imouraren gegründeten Imouraren S. A. Die Investitionssumme beträgt mehr als 1,9 Milliarden Euro. Ursprünglich wurde mit dem Beginn der Förderung für 2015 gerechnet. Im Mai 2014 einigten sich die Regierung und Areva mit Blick auf die aktuellen Uran-Preise auf die Einrichtung eines strategischen Ausschusses. Der Bergbau beginnt vermutlich nicht vor 2020[veraltet].